# Hermann Ohlthaver
Hermann Ohlthaver (* 27. Dezember 1883 in Verden/Aller; † 1. Mai 1979 in Johannesburg, Südafrika) war ein deutsch-namibischer Unternehmer im damaligen deutschen Schutzgebiet Deutsch-Südwestafrika. 
Ohlthaver war gemeinsam mit Carl List Gründer des heute (Stand Juni 2017) größten Privatunternehmens des Landes, der Ohlthaver & List Group of Companies. Ohlthaver verließ das gemeinsame Unternehmen jedoch bereits fünf Jahre nach der Gründung 1924.

## Trivia
In Südafrika gibt es seit 1972 The Hermann Ohlthaver Trust, der sich vor allem für die Bildung einsetzt und das Hermann Ohlthaver Institute for Aeronomy an der Rhodes-Universität. Zudem sind die Festsäle von Altenheimen in Windhoek  und Pretoria nach Hermann Ohlthaver benannt.